# Warcisław III
Warcisław III (ur. ok. 1211, zm. 17 maja 1264) – książę dymiński, syn Kazimierza II, księcia pomorskiego, szczecińskiego i dymińskiego, z dynastii Gryfitów oraz Ingardy; kuzyn Barnima I Dobrego. 

## Lata panowania

### Rządy opiekuńcze
W chwili śmierci swego ojca był małoletni. Rządy opiekuńcze nad Księstwem Dymińskim, do czasu osiągnięcia przez niego wieku sprawnego, objęła matka Ingarda (dwór jego rezydował w Dyminie na Pomorzu Przednim). Potwierdzają ten stan liczne dokumenty sygnowane jej własną i męża pieczęcią. W latach 1219–1221, Warcisław III za sprawą króla Danii Waldemara II został pozbawiony na rzecz Rugii części swojego księstwa. W 1222, co potwierdził Barnim III, stał się fundatorem parafii w Komorowie, w pobliżu jeziora Malchim.

### Samodzielne rządy

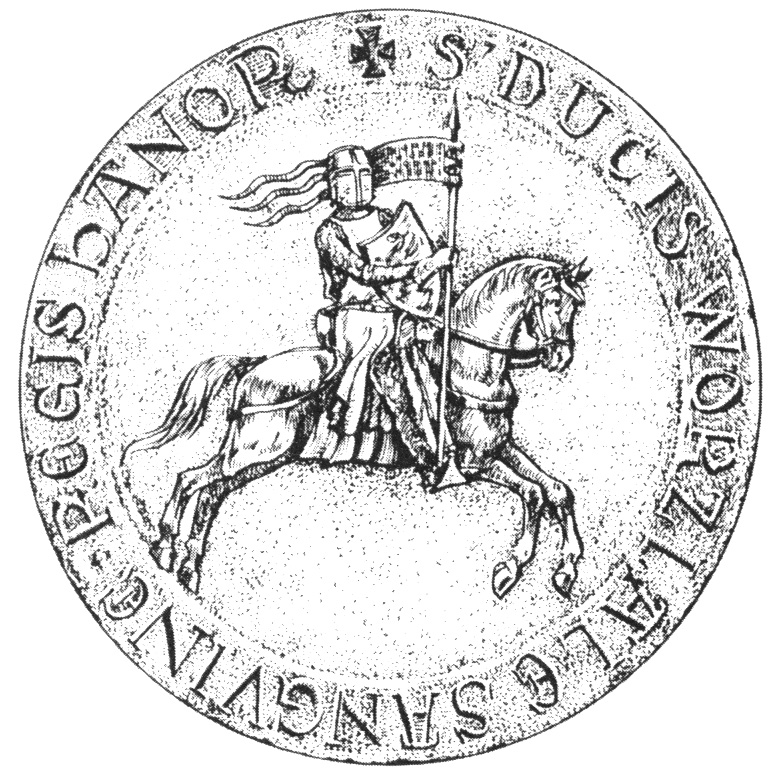
Pieczęć Warcisława III z 1225 r.

Książę dymiński był słabego charakteru, pokojowo nastawiany do polityki (związany z obozem duńskim). Pierwszy dokument sygnowany jego pieczęcią pochodził z ok. 1225. Żoną Warcisława III była Zofia (według Lubinusa – łac. Sophia Guisiaca), córka Albrechta I i Matyldy z Blakenburga. Małżeństwo obojga zawarte zostało ok. 1236. Zbiegło się ono w czasie z zawarciem układu w Kremmen (20 czerwca 1236), gdzie (łac.) puer – takim terminem określano jeszcze wiek chłopięcy Warcisława – miał stać się lennikiem margrabiów brandenburskich, odstępując im miasta: Stargard Meklemburski, Bezrzecze, Krzemień i Ostrów oraz całość Księstwa Wołogoskiego. Osłabiał tym samym swoje księstwo, poddając je pod władanie Branbenburgii, prawdopodobnie na wypadek bezpotomnej śmierci. Pod ogromnym naciskiem Barnima I układu tego nie zrealizowano. W późniejszych walkach z Brandenburczykami odzyskano część ziem ze Stargardem, które zostały przekazane przez mnichów kołbackich - Branbenburgii.

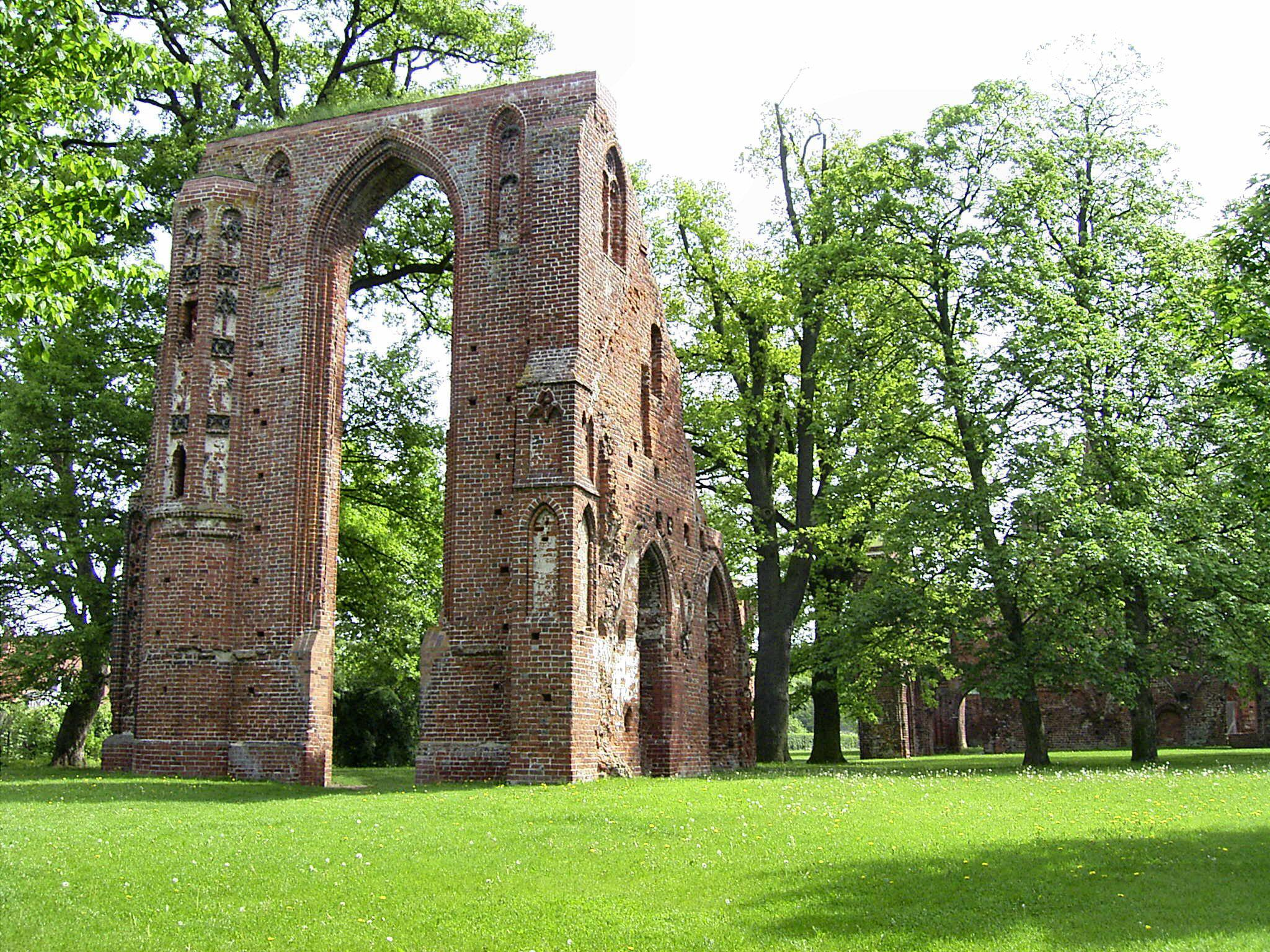
Ruiny klasztoru Eldena w Greifswaldzie

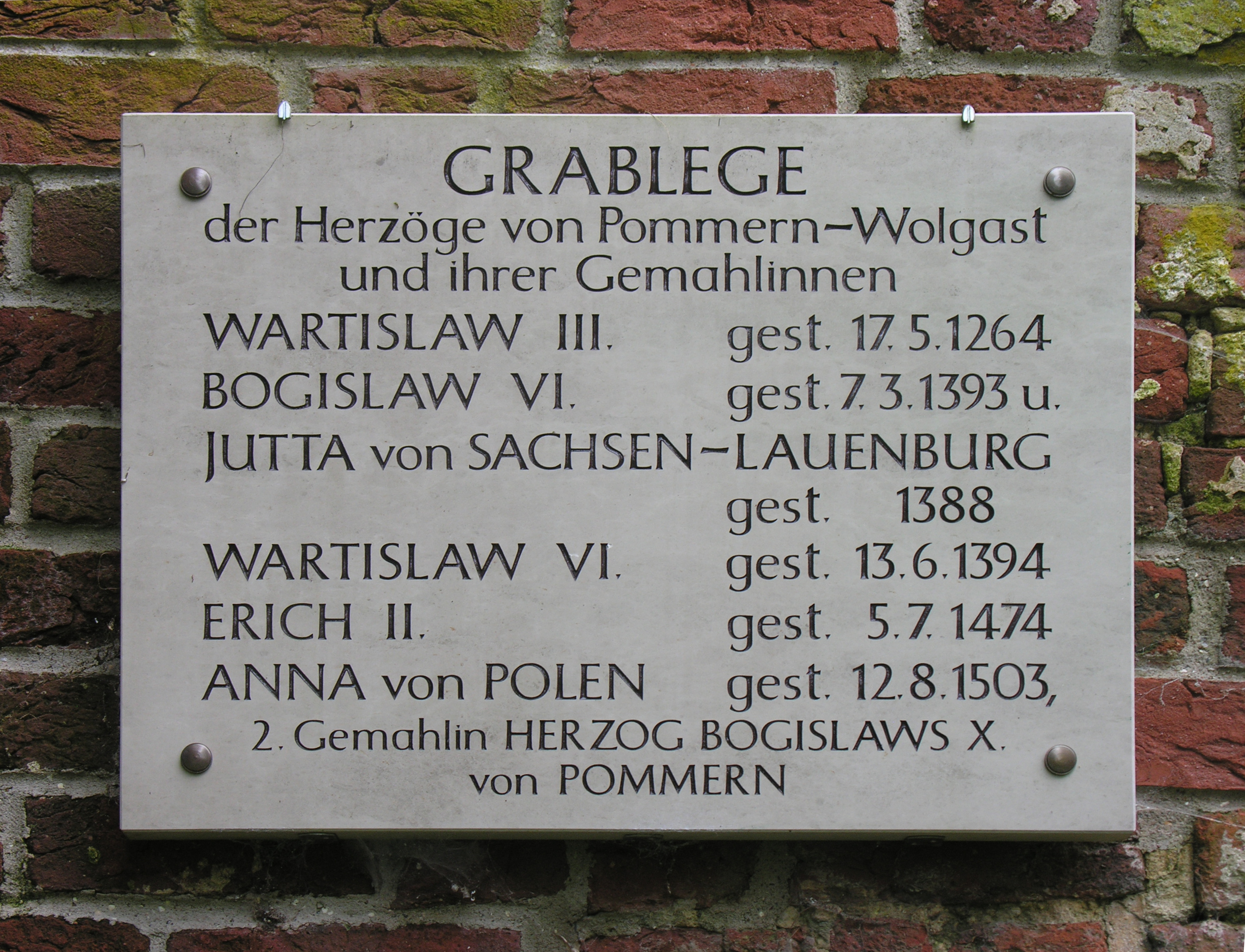
Tablica upamiętniająca pochówek Warcisława III w Eldenie

Warcisław III dążył do nawiązania współpracy z książętami wielkopolskimi, w czasie  rozbicia dzielnicowego Polski. Kronika wielkopolska wskazuje, że w 1258 książę pomorski udzielał Bolesławowi Pobożnemu pomocy zbrojnej w sile 600 ciężkozbrojnych, przeciwko Kazimierzowi kujawskiemu. W roku następnym, w dowód wdzięczności za udzieloną pomoc, Bolesław wspomógł Warcisława w wojnie ze Świętopełkiem gdańskim. Wojna toczyła się w okolicach Słupska.
Warcisław III i jego kuzyn Barnim I, celem wzmocnienia swojej władzy zachęcali do osadnictwa na terenach swoich domen. Od 1234, Barnim i Warcisław konkurowali ze sobą w zakładaniu miast. Warcisław ufundował m.in. Demmin (1249), Greifswald (1250) i Kołobrzeg (1255). Dwa lata przed śmiercią w 1262 podpisał dokument lokacyjny na prawie lubeckim, w którym osiedle Nowe miasto nad Regą – (łac. Nova civitas supra Regam) otrzymało prawa miejskie, a także 100 łanów ziemi, w okolicach dolnego biegu rzeki Regi (dzisiejsze Gryfice).

## Rodzina
Zofia (Sophia Guisiaca), córka Albrechta I von Arnsteina i Matyldy blankenburskiej, żona księcia dymińskiego została wymieniona jedynie raz, przy transumacji fundacji dla dominikanów kamieńskich. Ta nakładała obowiązek komemoracji za przedstawicieli dynastii książęcej (8 lipca 1305). Po śmierci męża stała się właścicielką pokaźnego majątku w Greifswaldzie, gdzie bezimiennie wymieniono ją w dokumencie z 1265.
Warcisław III prawdopodobnie miał kilku synów, którzy zmarli w dzieciństwie, bądź w młodości oraz jedną córkę. W XVIII w. przypisywano mu Barbarę, ksienię klasztoru w Marianowie.

### Genealogia
| Bogusław I ur. najp. 1127 zm. 18 III 1187 | Bogusław I ur. najp. 1127 zm. 18 III 1187 |                                            |                                            | Anastazja Mieszkówna ur. prawd. 1164 zm. po 31 V 1240 | Anastazja Mieszkówna ur. prawd. 1164 zm. po 31 V 1240 |  |  | Esbern ur. ? zm. w okr. 1204–1211 | Esbern ur. ? zm. w okr. 1204–1211 |                               |                               | Helena (c. jarla szwedzkiego Guttorma) ur. ? zm. ? | Helena (c. jarla szwedzkiego Guttorma) ur. ? zm. ? |
|                                           |                                           |                                            |                                            |                                                       |                                                       |  |  |                                   |                                   |                               |                               |                                                    |                                                    |
|                                           |                                           |                                            |                                            |                                                       |                                                       |  |  |                                   |                                   |                               |                               |                                                    |                                                    |
|                                           |                                           | Kazimierz II pomorski ur. p. 1179 zm. 1219 | Kazimierz II pomorski ur. p. 1179 zm. 1219 |                                                       |                                                       |  |  |                                   |                                   | Ingarda ur. ok. 1190 zm. 1248 | Ingarda ur. ok. 1190 zm. 1248 |                                                    |                                                    |
|                                           |                                           |                                            |                                            |                                                       |                                                       |  |  |                                   |                                   |                               |                               |                                                    |                                                    |
|                                           |                                           |                                            |                                            |                                                       |                                                       |  |  |                                   |                                   |                               |                               |                                                    |                                                    |
|                                           |                                           |                                            |                                            |                                                       |                                                       |  |  |                                   |                                   |                               |                               |                                                    |                                                    |

|                         |                         | Zofia (Sophia Guisiaca) ur. ok. 1220 zm. ? OO 1236  | Zofia (Sophia Guisiaca) ur. ok. 1220 zm. ? OO 1236  | Warcisław III (ur. ok. 1211, zm. 17 V 1264) | Warcisław III (ur. ok. 1211, zm. 17 V 1264) |  |  |  |  |
|                         |                         |                                                     |                                                     |                                             |                                             |  |  |  |  |
|                         |                         |                                                     |                                                     |                                             |                                             |  |  |  |  |
|                         |                         |                                                     |                                                     |                                             |                                             |  |  |  |  |
| Barbara? ur. ? zm. 1300 | Barbara? ur. ? zm. 1300 | NN, synowie? (zmarli w dzieciństwie, bądź młodości) | NN, synowie? (zmarli w dzieciństwie, bądź młodości) |                                             |                                             |  |  |  |  |

## Śmierć Warcisława III
Po jego śmierci, w 1264 władzę nad całym Pomorzem Zachodnim przejął Barnim I. Książę Warcisław III został pochowany w klasztorze Cystersów w Eldenie. Tamtejszym mnichom, w swym testamencie, wystawionym w Darsin koło Greifswaldu, przypisał 13 łanów ziemi.

### Opracowania
- Zygmunt Boras, Książęta Pomorza Zachodniego, Poznań: Wydaw. Naukowe Uniwersytetu im. Adama Mickiewicza, 1996, ISBN 83-232-0732-1, OCLC 830122949. Brak numerów stron w książce
- Marcin Hlebionek, Bolesław Pobożny i Wielkopolska jego czasów, Kraków: Wydawnictwo Avalon T. Janowski, 2010, ISBN 978-83-60448-08-3, OCLC 750623257. Brak numerów stron w książce
- Kazimierz Kozłowski, Jerzy Podralski, Gryfici. Książęta Pomorza Zachodniego, Szczecin: Krajowa Agencja Wydawnicza, 1985, ISBN 83-03-00530-8, OCLC 189424372. Brak numerów stron w książce
- Rzeszowski S., Z dziejów Gryfic [w]: Białecki T. (pod red.), Ziemia Gryficka 1969, Gryfickie Towarzystwo Kultury w Gryficach, Szczecin 1971.
- Edward Rymar, Rodowód książąt pomorskich, Szczecin: Książnica Pomorska im. Stanisława Staszica, 2005, ISBN 83-87879-50-9, OCLC 69296056. Brak numerów stron w książce
- Szymański J.W., Książęcy ród Gryfitów, Goleniów – Kielce 2006, ISBN 83-7273-224-8.

### Literatura dodatkowa (online)
- Madsen U., Wartislaw III. Herzog von Pommern-Demmin (niem.), [data dostępu 2010-10-06].